# هایدی مور
هایدی مور(به آلمانی : Heidi Mohr،زادهٔ ۲۹ مه ۱۹۶۷ - درگذشته ۷ فوریه ۲۰۱۹) بازیکن پیشین فوتبال اهل کشور آلمان بود. به عنوان بازیکن فوتبال وی به دلیل توانایی به زدن شوت با هر دو پا و سرعت خود مشهور بود. در سال ۱۹۹۹ وی از طریق رای گیری به عنوان بازیکن قرن اروپا انتخاب شد.

## پیشهٔ باشگاهی
او در بوندسلیگای زنان همراه با تیم های باشگاه فوتبال تی او اس آربراک و نیدرکرچن و اف. اف. سی فرانکفورت بازی کرد.او پنج سال پیاپی به عنوان بهترین گلزن بوندسلیگا از سالهای ۱۹۹۱ تا ۱۹۹۵ شناخته می‌شد.

## تیم ملی
هایدی مور اولین بازی ملی خود را برای تیم آلمان در تاریخ ۱۹ مه ۱۹۸۶ و در مقابل تیم ملی فوتبال زنان نروژ انجام داد.وی دارای ۱۰۴ بازی برای تیم ملی فوتبال زنان آلمان است و همراه با این تیم قهرمانی یوفا را در سالهای ۱۹۸۹ و ۱۹۹۱ بدست آورده است.او ۸ بار در مسابقات زنان جام یوفا و ۱۰ بار در جام جهانی فوتبال زنان موفق به گلزنی شده است.هایدی مور با زدن ۸۳ گل رکورد بهترین گلزن تمامی دوران آلمان را تا سال ۲۰۰۵ ،که بیرگیت پرینتس این عنوان را از آن خود کرد، در دست داشت.آخرین بازی مور در ۲۹ سپتامبر ۱۹۹۶ و در مقابل تیم ملی فوتبال زنان ایسلند بود.